# Night of Champions (2014)
Cet article concerne l'édition 2014 du pay-per-view Night of Champions. Pour toutes les autres éditions, voir WWE Night of Champions.
L’édition 2014 de Night of Champions est une manifestation de catch (lutte professionnelle) télédiffusée et visible uniquement en paiement à la séance ainsi que sur la chaîne de télévision française AB1 (payante). L'événement, produit par la WWE, a eu lieu le 21 septembre 2014 dans la salle omnisports Bridgestone Arena à Nashville, dans le Tennessee. Il s'agit de la huitième édition de Night of Champions.

## Contexte

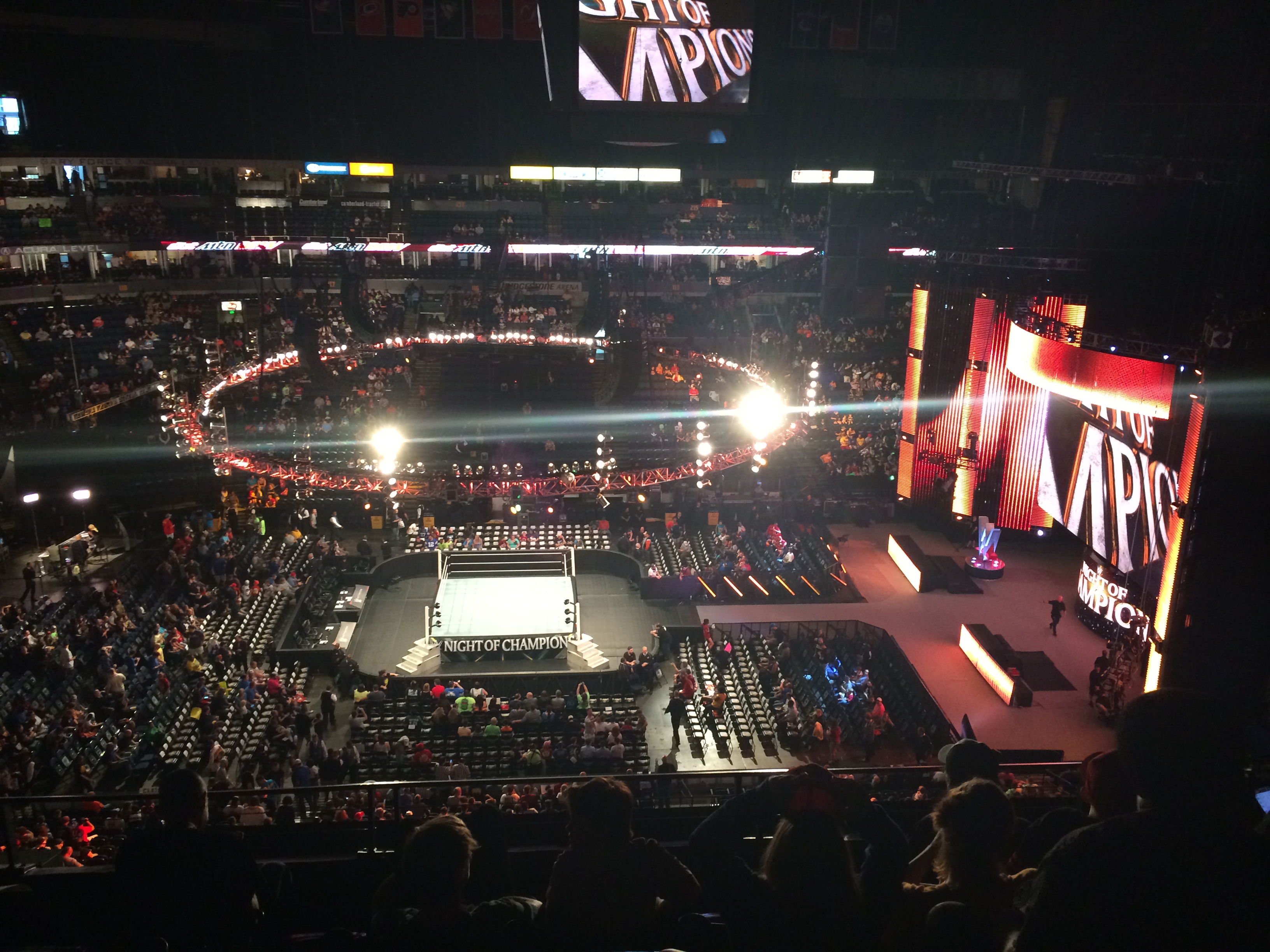
Environ 12000 personnes ont assisté au spectacle.

Les spectacles de la WWE en paiement à la séance sont constitués de matchs aux résultats prédéterminés par les scénaristes de la WWE. Ces rencontres sont justifiées par des storylines — une rivalité avec un catcheur, la plupart du temps — ou par des qualifications survenues dans les émissions de la WWE telles que Raw, SmackDown, Superstars et Main Event. Tous les catcheurs possèdent une gimmick, c'est-à-dire qu'ils incarnent un personnage gentil ou méchant, qui évolue au fil des rencontres. Un pay-per-view comme Night of Champions est donc un événement tournant pour les différentes storylines en cours.

### Rivalité entre Brock Lesnar et John Cena pour le WWE World Heavyweight Championship
À SummerSlam, Brock Lesnar bat John Cena pour devenir le nouveau WWE World Heavyweight Champion. Le 19 août, le vice-président chargé des opérations Triple H accorde un match revanche à John Cena.

### Rivalité entre AJ Lee, Paige et Nikki Bella pour le WWE Divas Championship

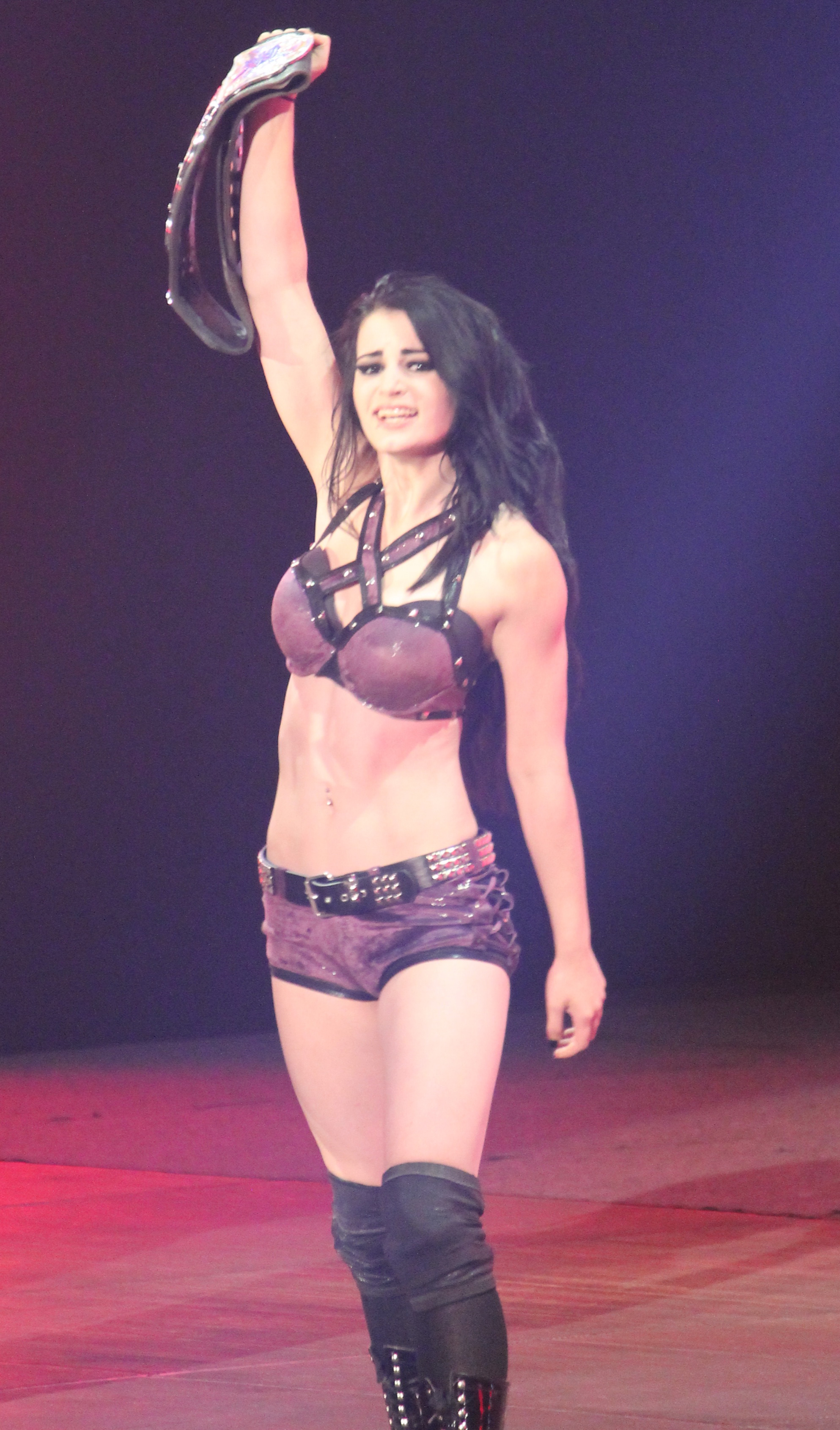
Paige avec le WWE Divas Championship.

La rivalité entre AJ et Paige commença lors des débuts à RAW de cette dernière le 7 avril  qui remporta le titre. La revanche eu lieu à Battleground mais 
AJ Lee récupère son titre à SummerSlam. Nouvelle revanche entre les deux femmes qui verra l'anglaise remporter une nouvelle fois le titre. Une dernière revanche aura donc lieu lors de Night of Champions. Cependant, Stephanie McMahon annonce le 13 septembre que ce sera un Triple Threat match en ajoutant Nikki Bella pour le match.

### Rivalité entre Rusev et Mark Henry
Après avoir remporté ses matchs contre Jack Swagger, Rusev est toujours invaincu a la WWE . Le 5 septembre, lors de Friday Night Smackdown, Lana réalise comme à son habitude une promo anti-USA . Après l'apparition d'une grande bannière aux couleurs de la Russie, Mark Henry intervient et lance un défi au russe . Celui-ci accepte et les deux hommes s'affronteront à Night Of Champions.

### Rivalité entre The Miz et Dolph Ziggler
Lors du SummerSlam,, Dolph Ziggler bat The Miz pour remporter le championnat intercontinental. Un match revanche est donc programmé entre les deux. Lors du Raw, The Miz présente sa mascotte Damien Mizdow, ce qui pousse Dolph Ziggler d'en créer une s'appelant R-Ziggler qui en réalité R-Truth.

## Tableau des matches
| 1                                                                | Goldust et Stardust battent The Usos (c)                                                                           | Tag Team Match pour le WWE Tag Team Championship        | 12:47 |
| 2                                                                | Sheamus (c) bat Cesaro                                                                                             | Match simple pour le WWE United States Championship     | 13:06 |
| 3                                                                | The Miz bat Dolph Ziggler (c)                                                                                      | Match simple pour le WWE Intercontinental Championship  | 8:25  |
| 4                                                                | Rusev (avec Lana) bat Mark Henry                                                                                   | Match simple                                            | 7:20  |
| 5                                                                | Randy Orton bat Chris Jericho                                                                                      | Match simple                                            | 16:23 |
| 6                                                                | AJ Lee bat Paige (c) et Nikki Bella                                                                                | Triple Threat match pour le WWE Divas Championship      | 8:41  |
| 7                                                                | John Cena bat Brock Lesnar (c) (avec Paul Heyman) par disqualification, à cause d'une intervention de Seth Rollins | Match simple pour le WWE World Heavyweight Championship | 14:21 |
| (c) désigne le(s) champion(s) défendant son titre dans le match. | |                                                         |       |